# Michael Maraldo
Michael Maraldo, detto Mike (Wildwood, 27 giugno 1975), è un wrestler statunitense.
Combatte attualmente nel circuito indipendente della Pennsylvania e del Delaware con il ring name di Ace Darling, ed ha avuto anche un breve stint in Extreme Championship Wrestling.

## Nel Wrestling

### Mosse
- Ace in the Hole (Tornado DDT)
- Bridging German suplex
- Northern Lights suplex
- Super frankensteiner
- Superkick
- Running Clothesline

### Manager
- ES Easton

## Titoli e riconoscimenti
Bloody Rage American Wrestling League
- BRAWL American Heavyweight Championship (1)

Century Wrestling Alliance
- CWA Tag Team Championship (1 - con Devon Storm)

East Coast Pro Wrestling
- ECPW Tag Team Championship (1 - con Devon Storm)

Empire Wrestling Alliance
- EWA Heavyweight Championship (1)

Eternity Wrestling Association
- EWA Tag Team Championship (1 - con Devon Storm)

Garden State Wrestling Alliance
- GSWA Heavyweight Championship (1)

Independent Superstars of Pro Wrestling
- ISPW Heavyweight Championship (3)

Jersey Championship Wrestling
- JCW Heavyweight Championship (1)
- JCW Television Championship (1)
- JCW Tag Team Championship (1 - con Matt Striker)

National Wrestling Alliance
- NWA North American Heavyweight Championship (1)

NWA 2000
- NWA 2000 Tag Team Championship (1 - con Devon Storm)

NWA New Jersey
- NWA United States Tag Team Championship (New Jersey version) (1 - con Devon Storm)
- NWA World Light Heavyweight Championship (New Jersey version) (1)

NWA New York
- NWA New York Tag Team Championship (1 - con Devon Storm)
- NWA New York Television Championship (1)

National Wrestling Superstars
- NWS Tag Team Championship (2 - con Shane Taylor)

New Jack City Wrestling
- NJCW Light Heavyweight Championship (2)

Richmond Championship Wrestling
- RCW Tag Team Championship (1 - con Devon Storm)

Pennsylvania Championship Wrestling
- PCW America's Heavyweight Championship (2)
- PCW Tag Team Championship (1 - con Glen Osbourne)

Pro Wrestling Illustrated
- 125º nella classifica dei 500 migliori wrestler singoli su PWI 500 (1997)

World Wide Wrestling Alliance
- WWWA Light Heavyweight Championship (1)

East Coast Wrestling Association
- ECWA Heavyweight Championship (1)
- ECWA Mid Atlantic Championship (4)
- ECWA Tag Team Championship (3 - 1 con Kid Flash - 1 con Devon Storm - 1 con Matt Striker)
- Super 8 Tournament (1997)
- ECWA Hall of Fame (1996)